# System partyjny
System partyjny – jedna z trzech kategorii systemów w politologii obok systemów politycznych i systemów wyborczych. Jest to układ wszystkich partii politycznych, a także organizacji quasi- partyjnych: stowarzyszeń (np. BBWR) czy związków zawodowych (np. NSZZ „Solidarność” do 2001 r.). Do systemu partyjnego nie zalicza się natomiast tzw. „partii kanapowych”, nieuczestniczących w wyborach, założonych często dla żartu (tzw. partie satyryczne, np. Polska Partia Łysych, Partia Dobrego Humoru), jak również stronnictw antysystemowych, dążących do obalenia porządku polityczno-społecznego (np. terrorystycznych).
Poza partiami w skład systemu partyjnego wchodzą także:
- normy – regulujące stosunki pomiędzy poszczególnymi partiami, relacje wewnątrzpartyjne oraz stosunki pomiędzy partiami a strukturami państwowymi. Normy te mogą mieć charakter uregulowań prawnych lub zwyczajów.
- relacje – pomiędzy partiami, jak i wewnątrz nich. Opisują one stosunki pomiędzy ugrupowaniami rywalizującymi ze sobą w celu przejęcia władzy, lub też współpracują w celu jej sprawowania.
- funkcje – zadania, jakie system partyjny musi wypełnić w danym systemie politycznym. Funkcje systemu partyjnego można podzielić na dwie grupy: polityczne i kulturalne. Funkcje polityczne to m.in. spełnianie roli jedynego forum legalnej walki o władzę, mobilizowanie społeczeństwa do działalności politycznej, selekcja liderów politycznych, przeprowadzanie wyborów. Funkcje kulturowe to przede wszystkim kształtowanie kultury politycznej polityków i ich wyborców.

## Rodzaje systemów partyjnych
- System jednopartyjny – istnieje tylko jedna legalna partia, zaś działanie ewentualnych organizacji opozycyjnych jest przez nią skutecznie hamowane – np. w ZSRR – Komunistyczna Partia Związku Radzieckiego;
- System partii hegemonicznej – wśród kilku istniejących partii jedna z nich pełni funkcję hegemona zmuszając pozostałe partie (tzw. partie satelickie) do całkowitego podporządkowania – np. w Polsce 1948–1989 układ PZPR-ZSL-SD;
- System partii dominującej – wśród wielu istniejących partii jedna z nich, zwykle wykorzystując uwarunkowania historyczne, ma zdecydowaną przewagę pozostając niemal bez przerwy u władzy – np. w Indiach – Indyjski Kongres Narodowy, w Meksyku – Partia Rewolucyjno-Instytucjonalna;
- System dwupartyjny – istnieją dwie partie zdecydowanie dominujące nad pozostałymi, zmieniające się co jakiś czas u władzy – np. w Stanach Zjednoczonych – Partia Demokratyczna i Partia Republikańska.
- System dwuipółpartyjny – istnieją dwie partie zdecydowanie dominujące nad pozostałymi, zmieniające się co jakiś czas u władzy, jednak potrzebujące zwykle współpracy z inną mniejszą partią, ewentualnie utworzenia „wielkiej koalicji” – np. w Niemczech SPD i CDU/CSU + Zieloni lub FDP;
- System wielopartyjny – istnieje wiele partii, które rywalizują ze sobą o zdobycie i utrzymanie władzy. Żadna z nich nie ma szans zdobyć przewagi w parlamencie (50% mandatów + jeden mandat), aby samodzielnie utworzyć rząd. Tworzą się więc rządy koalicyjne. System ten świadczy o zróżnicowaniu ludności, daje im możliwość lepszej, pełniejszej reprezentacji ich poglądów w parlamencie. Jednak czasem może też utrudniać rozwiązywanie pewnych problemów społecznych, doprowadzając do konfliktów.
- System dwublokowy – istnieje wiele partii, które rywalizują ze sobą podczas kampanii wyborczej, jednak po wyborach formują się w dwa bloki np. prawica i lewica i współdziałają w ramach tych bloków.
- System kooperacji partii – istnieje wiele partii, które rywalizują ze sobą w okresie przedwyborczym. Po wyborach wszystkie lub większość partii współpracuje ze sobą ponad podziałami i tworzą koalicyjny rząd, który działa zgodnie z ustaleniami międzypartyjnymi. System możliwy w tzw. starych demokracjach, np. obecnie Szwajcarii lub sytuacjach przełomowych w Austrii w latach 1955–1966.

Typ systemu partyjnego i jego wewnętrzna struktura w wysokim stopniu przesądzają o jego demokratycznym lub niedemokratycznym charakterze. Istnienie alternatywnych systemów partyjnych uważane jest za ważny aspekt demokratycznego system u państwa. Brak alternatywności jest najczęściej konsekwencją niedemokratycznego ustroju państwa. Niedemokratyczny charakter mają te systemy partyjne, w których brak alternatywności w sprawowaniu rządów jest konsekwencją prawnych i pozaprawnych ograniczeń. Najwyraźniej występuje to w systemach jednopartyjnych, gdzie istnienie partii innych niż rządząca jest zakazane, a wszelkie próby organizowania opozycji tłumione są represyjnym działaniem władz państwowych.